# Thomas Jacob

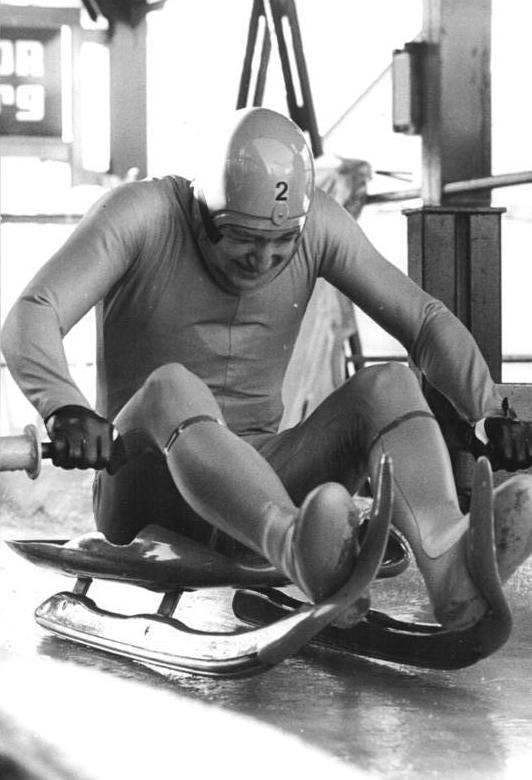
Thomas Jacob en 1987.

Thomas Jacob (Lichtenstein, 11 de noviembre de 1965) es un deportista de la RDA que compitió en luge en la modalidad individual.
Ganó una medalla de oro en el Campeonato Mundial de Luge de 1990. Participó en los Juegos Olímpicos de Calgary 1988, ocupando el cuarto lugar en la prueba individual.

## Palmarés internacional
| Campeonato Mundial | Campeonato Mundial | Campeonato Mundial | Campeonato Mundial |
| Año                | Lugar              | Medalla            | Prueba             |
| ------------------ | ------------------ | ------------------ | ------------------ |
| 1990               | Calgary (Canadá)   | Medalla de oro     | Equipo             |